# Смедеревско-вършацки говор
Смедеревско-вършецкия говор както показва и названието му заема част от Северна Централна Сърбия, най-вече в триъгълника Белград – Крагуевац – устието на Велика Морава и югозападната част на Банат.
Името си носи от характерния местен говор на Смедерево и Вършец в Банат.

## Характеристики
Обособен е като самостоятелен диалект на сръбския език от Павле Ивич. Сръбско-хърватските диалектолози го отнасят наравно с косовско-моравския говор към т.нар. стари щокавски говори, т.е. не нововъзникнало наречие вследствие от миграционни процеси по тези земи.
Сръбската диалектология го има за преходен между югоизточното нему косово-ресавско старощокавско наречие и младощокавското (ще рече нововъзникнало) шумадийско-войводинско наречие.
Сръбските филолози го определят и като наречието на т.нар. галиполски сърби.